# Bibi Khonym-moskén
Bibi Khonym-moskén (uzbekiska: Bibixonim masjidi), är en moské i Samarkand i Uzbekistan. Den byggdes mellan 1399 och 1405 på order av Timur Lenk och är uppkallad efter hans första hustru.
Moskén är en typisk fredagsmoské med tre stora kupoler och en stor innergård med minareter i varje hörn. Den är utsmyckad med  marmorreliefer, kakel, majolika och mosaiker. På innergården finns ett stort bokstöd av marmor avsett för koranen.

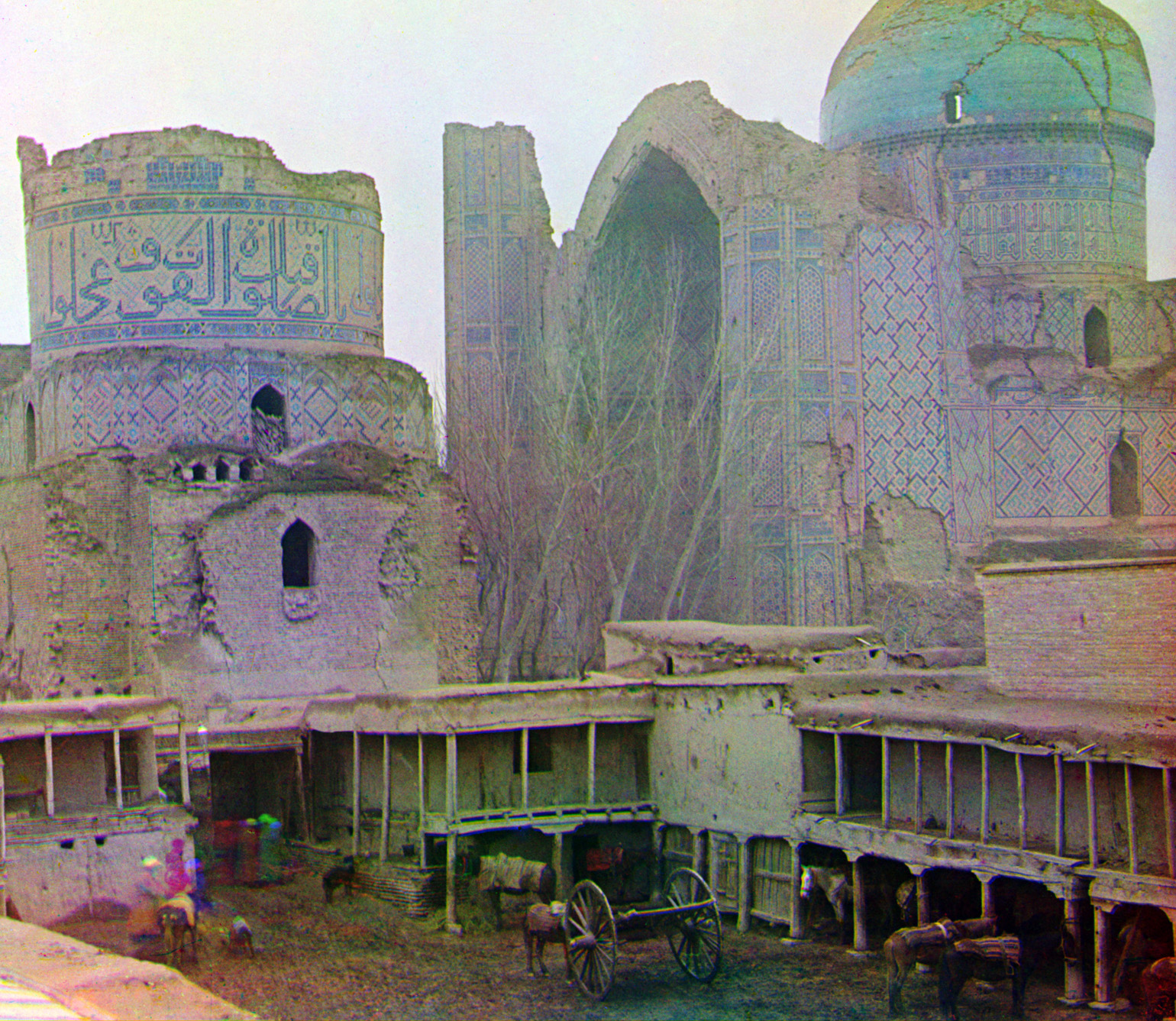
Bibi-Khonym-mosken efter jordskalvet. Färgfotografi av Sergej Prokudin-Gorskij omkring 1910.

Kort tid efter invigningen började kakel att lossna från den största kupolen. Bucharas härskare Khan Abdallah II avbröt renoveringarna och år 1897 förstördes moskén delvis av en jordbävning. Den renoverades av ryssarna i slutet  av 1900-talet.